# Charlotte Fuchs
Charlotte Fuchs (geboren 22. November 1911 in Nürnberg als Charlotte Peetter; gestorben 1. März 2005 in Hannover) war eine deutsche Schauspielerin. In der niedersächsischen Landeshauptstadt galt sie als „Seele des Theaters“.

## Leben
Als junge Schauspielschülerin lernte die gebürtige Nürnbergerin Charlotte Peetter ihren späteren Ehemann Werner Fuchs am Ensemble in Gera kennen, in das sie ebenfalls aufgenommen worden war. Dort trat sie als Klärchen oder Rose Bernd auf die Bühne und spielte eine Rolle in der Krankheit der Jugend von Ferdinand Bruckner.
Anschließend ging sie nach München an die Bayerische Landesbühne, bevor sie mit ihrem Ehemann im Jahr 1934 nach Hannover übersiedelte, wo ihre beiden Söhne geboren wurden, darunter der spätere Schauspieler Matthias Fuchs. Anfangs widmete sie sich lediglich ihrer Familie, bis ihr Ehemann während des Zweiten Weltkrieges am 1. September 1944 zum Wehrdienst eingezogen wurde.
Während ihre Kinder zeitweilig in Osterwald aufwuchsen und von Charlotte Fuchs’ Ehemann bis in die frühe Nachkriegszeit kein Lebenszeichen zu erhalten war, nahm Fuchs 1947 eine Stellung als Lektorin am Landestheater an. Erst 1948 erfuhr sie von dem Tod ihres bis dahin verschollenen Gatten.
Unterdessen hatte die dann alleinerziehende Mutter ab 1947 im Theater Hannover gearbeitet, zunächst auch in der Dramaturgie. Später leitete sie bis 1976 das Betriebsbüro des Theaters.
Nach den Aufführungen diskutierte und feierte Fuchs vielfach in langen Nächten in ihrer Wohnung am Ballhof „mit zahlreichen berühmten Theaterleuten wie Marianne Hoppe, Thomas Bernhard und Bernhard Minetti“. Mit Minetti korrespondierte Fuchs auch schriftlich.
Charlotte Fuchs starb am 1. März 2005 in Hannover und wurde neben dem Grab ihres Sohnes Matthias auf dem Friedhof auf der Halbinsel Eiderstedt beigesetzt.